# Cayo Mingo
El Cayo Mingo (en inglés: Mingo Cay)  es el nombre que recibe una isla que geográficamente está incluida en el archipiélago de las Islas Vírgenes que a su vez forma parte de las Antillas Menores en el mar Caribe, y que administrativamente es una de las que compone el territorio no incorporado de las Islas Vírgenes de los Estados Unidos.
Se localiza específicamente entre los cayos Grass (al oeste) y Lovango y Congo (al oeste), mientras que al sur se pueden encontrar a los Cayos Two Brothers (Dos hermanos).